# 1990 en astronomie
Cet article présente les événements qui se sont produits pendant l'année 1990 dans le domaine de l'astronomie.

## Astronomie

### Prix
- Prix Jules-Janssen : Herbert Friedman
- Médaille Bruce : Charlotte Emma Moore Sitterly
- Prix d'astronomie Annie J. Cannon : Claudia Megan Urry

## Événements

### Février
- 14 février : photographie, titrée Un point bleu pâle, de la planète Terre, prise par la sonde Voyager 1 à une distance de 40,47 unités astronomiques, soit plus de six milliards de kilomètres.

### Avril
- 25 avril : Lancement du télescope spatial Hubble

### Octobre
- 6 octobre : Lancement de Ulysses (sonde spatiale)